# أركول (طعام)
الأركول هو طبق تقليدي أصله من الجزائر، وتحديدًا من منطقة القبائل. يُعرف هذا الطبق باسم ثيمقرقشت في اللهجة التاشلحيت (تاساهليت) في منطقة القبائل الشرقية.

## الوصف
يتكون الأركول من دقيق القمح  أو الشعير، أو من مزيج من الشعير، حبوب القمح، والحمص، حيث يتم طحنه بعد تحميص خفيف، ثم يُنزع منه النخالة. يُضاف إليه زيت الزيتون والملح أو السكر المصنوع من القصب (سكر القصب المطحون). يمكن تقديمه مع التين المجفف أو الزيتون.

## استهلاك
كان هذا الطبق غذاءً أساسيًا للعمال الذين يعملون في الحقول، وكان غنيًا جدًا. خلال حرب التحرير الجزائرية، شكل الشوفان، بالإضافة إلى كعك القمح أو الشعير والتين المجفف، المصدر الغذائي الرئيسي للمجاهدين في منطقة القبائل. وكانت أهم ميزة له هي قدرته على البقاء صالحًا للأكل لعدة أيام دون أن يتلف أو يفقد طعمه الطيب.

### مقالات ذات صلة
- أتامين
- بسيسة
- تامينا